# Onze-Lieve-Vrouwekerk (Brielen)

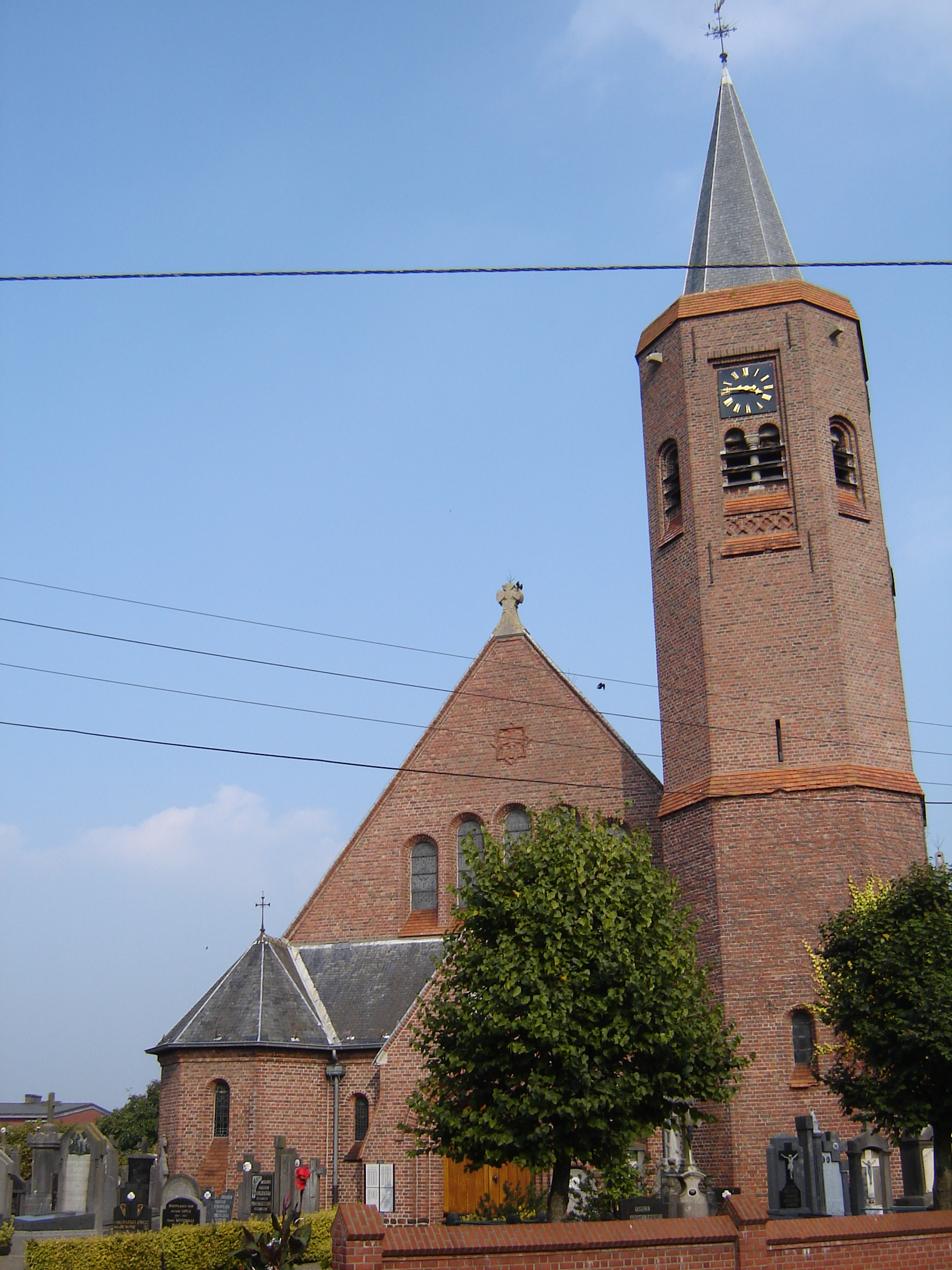
Onze-Lieve-Vrouwekerk

De Onze-Lieve-Vrouwekerk is de parochiekerk van het tot de West-Vlaamse gemeente Ieper behorende dorp Brielen, gelegen aan de Veurnseweg 110.

## Geschiedenis
Vanaf de 12e eeuw werd er hier gebeden tot Onze-Lieve-Vrouw ten Brielen, waarbij Briel op een aanlegplaats voor schepen betrekking had, gelegen aan een arm van de Ieperlee. In 1187 werd een kapel gebouwd die in 1196 tot parochiekerk werd verheven. In de 16e eeuw werd deze kerk uitgebreid tot een driebeukige kruiskerk met noordwesttoren. In 1566 werd de kerk door beeldenstormers vernield. In 1578 werd de kerk zelfs afgebroken om plaats te maken voor vestingwerken van de stad Ieper. In 1793 werd een nieuwe kapel voor Onze-Lieve-Vrouw ten Brielen opgericht, nu 3 km buiten de stad op de plaats van de huidige kerk. Het was een eenvoudige zaalkerk, voorzien van een dakruiter. Deze kapel werd tijdens de Eerste Wereldoorlog vernield.
Een nieuwe kerk, naar ontwerp van Jozef Viérin en Luc Viérin kwam gereed in 1924. Deze kerk leek niet op de verwoeste kapel.
In 1930 werd in de stad Ieper, op ongeveer dezelfde plaats als waar de oudste kapel heeft gestaan, een kapel gebouwd, nu gewijd aan Onze-Lieve-Vrouw van Thuyne, beschermheilige van de stad Ieper.

## Gebouw
Het betreft een bakstenen gebouw met neoromaanse elementen en een rechts voorgebouwde, achtkante toren met naaldspits. De eenbeukige kerk wordt gedekt door een zadeldak. Boven het vooruitgeschoven ingangsportaal bevindt zich een vijflicht met glas-in-loodramen.
De kerk heeft een aantal grafstenen in de noord- en zuidmuren aangebracht en er is een herdenkingspaneel dat de gevallenen van de Eerste Wereldoorlog memoreert.